# مسجد عبد الغفور
مسجد عبد الغفور هو مسجد يقع في سنغافورة، يقع المسجد في شارع دنلوب في منطقة التخطيط روشور، داخل منطقة الهند الصغيرة قبالة جالان بيسار، تم بناء المسجد في عام 1907، واكتملت الترميمات الرئيسية للمبنى في عام 2003، وتعود ملكية المسجد حاليا إلى مجلس أوجاما الإسلام سنغافورة.

## التاريخ
يقع مسجد عبد الغفور في المنطقة المعروفة باسم كامبونج كابور، الذي كان مركزا تجاريا نشطا للتجار الهنود ولأولئك الذين عملوا في مسار التجارة السباق في فيرر بارك، كان المسجد في الأصل مبني من الجدران الخشبية والسقف المغطى المعروف باسم مسجد الأبرار، الذي بني في عام 1846 لخدمة الاحتياجات الدينية للتجار الهنود المسلمين، وفي الرابع عشر من شهر نوفمبر من عام 1881 أنشأ شارع دنلوب ومسجد الأوقاف، وكان أمناء المسجد هما إسماعيل منصور وعبد الغفور بن الشيخ هيدريت، وكان عبد الغفور كاتب كبير في شركة قانونية، تم إنشاء أوقاف لبناء المسجد للجالية المسلمة في سنغافورة.
في عام 1887 وتطبيقا لوصية الشيخ عبد الغفور تم بناء مساكن متجرية على الأرض حول المسجد الأصلي، وتم إضافة المزيد من المساكن المتجرية في عام 1903، واستئجار هذه المباني لتوليد الدخل الذي ذهب بعد ذلك نحو بناء المسجد الجديد، بدأ البناء في عام 1907 ويبدو أنه قد أخذ عدد غير قليل من السنوات لبناء المسجد، وكانت سنة اكتمال المسجد كاملا غير معروفة، في عام 1910 تم الانتهاء من بناء المسجد الجديد جزئيا وقد تم هدم المسجد القديم، عندما توفي شيخ الغفور في عام 1919 كان لا يزال المسجد على ما يبدو لم يكتمل، وبعد وفاته تولى ابنه علي إدارة المسجد والأوقاف، اليوم يقف المسجد أمام صف من المساكن المتجرية التي تستخدم الآن لدروس القرآن الكريم وغيرها من المواضيع فضلاً عن الأنشطة المجتمعية.

## العمارة

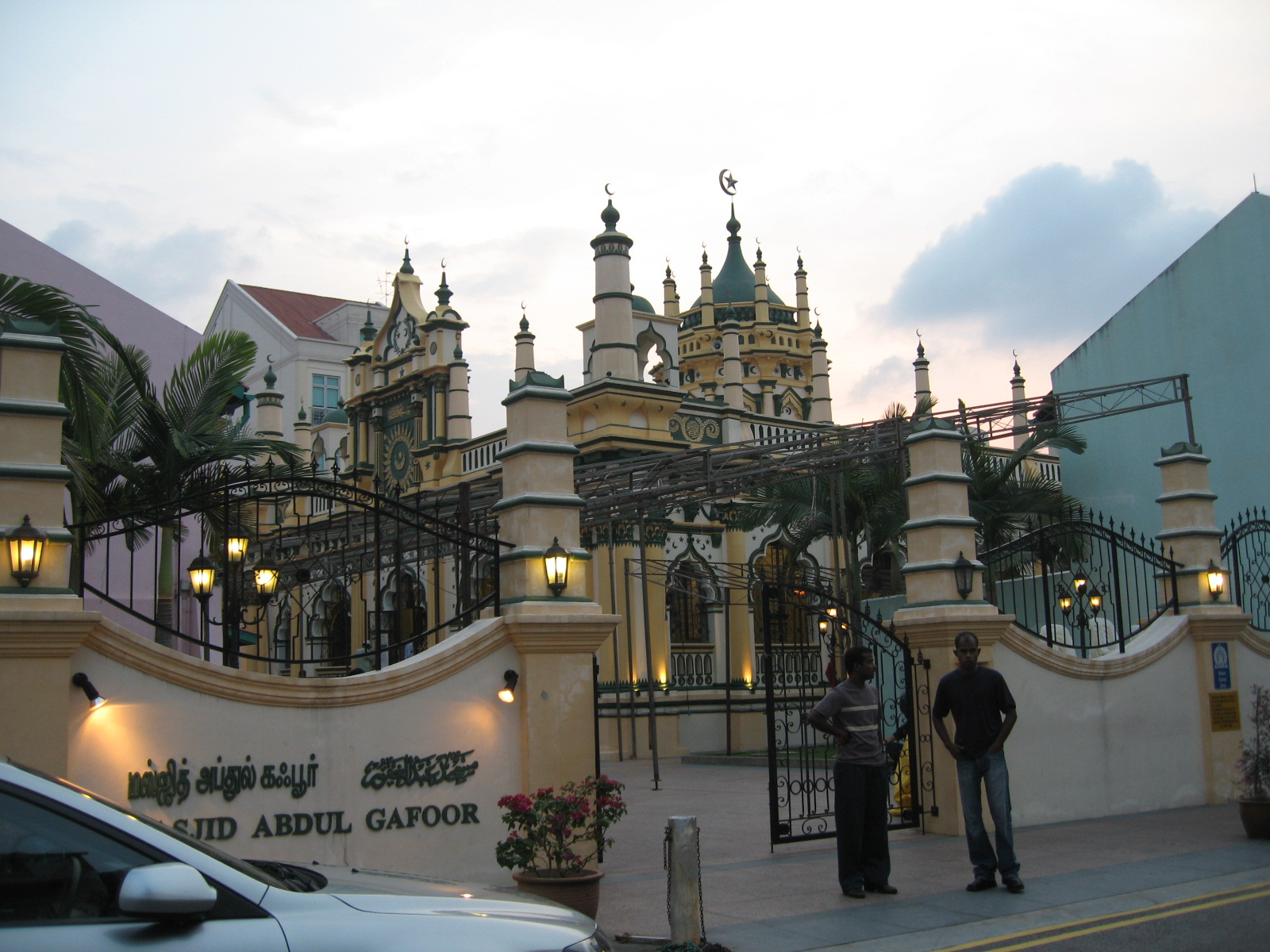

على الرغم من أن الأوقاف كانت تحاصر مسجد عبد الغفور مما أدت لمشاكل طفيفة، الا أن المسجد غني بالمعالم المعمارية ومنها:
- بنيت قاعة الصلاة فوق الأرض وتحيط بها الشرفات عند المدخل وجانبي المسجد.
- الشرفات مغلقة من قبل الدرابزين مع التعتيم وفتحات صغيرة على مؤطرة من قبل الأقواس، والأقواس ذات شكل يحوي خمسة أقواس متكررة مزدوجة مؤطرة بالقوالب الثقيلة، وتتميز الخلجان بأعمدة ذات تيجان مزخرفة، وفتحات واسعة مع الأعمدة الثقيلة في وسط قاعة الصلاة.
- على جانبي المدخل الرئيسي يخرج شكل ذو خمسة أقواس ذات فتحات مقوسة، والأكبر منها هي الأقرب إلى المدخل، في حين أن الأصغر هي الأبعد.
- المدخل الرئيسي لقاعة الصلاة مزود بقوس مع مزولة متقنة، مخطط بكلام كتب بالخط العربي.
- هناك لوحات مع نقوش كتابية في عدة أماكن في المسجد بما في ذلك المدخل.
- يدعم داخلية المسجد وجود قبة في وسط قاعة الصلاة، تقابلها أربعة ماذن كبيرة عنقودية والتي تشكل أقواس نصف دائرية، مربع ذات نقوش كتابية تزيين الجزء الداخلي من القبة.
- الأعمدة العنقودية التي تدعم القبة لها قوالب تفصيلية.
- في الخارج هناك قبة تبرز من سطح السقف بمثابة برج سداسي الشكل، والذي ينقسم إلى ثلاثة مستويات وتتميز بها مع أعمدة دوريسي.
- على المستوى الأول من البرج هناك ثمانية أشكال ذات خمسة أقواس، بالإضافة لوجود نوافذ مع ألواح الزجاج الملون التي تسمح للضوء بالعبور للداخل، النوافذ مزخرفه.
- المستوى الثاني له أعمدة وتيجان وتصدرت بها مع الدرابزين درابزينات عنق الزجاجة.
- هناك مآذن في زوايا السداسي، وتوجت هذه المآذن بالقباب والتي صممت على شكل القباب البصلية مع هلال ونجمة في قمة.
- زوايا الشرفة الأمامية لها قباب أبسط وأقل تفصيلا.
- ترتكز الأركان الأربعة للمبنى على أعمدة كورنثية ضخمة في كتلة ضخمة، الجهة الداخلية والخارجية للمسجد لديها عدة أنواع من الأعمدة، كلاهما يحوي على هيكل مزين.
- المحراب صمم بشكل عادي، وهناك لوحة مستطيلة ضيقة مع الاقتباس فيها بايات من القرآن الكريم كتبت فوقها، وبجوار المحراب هناك المنبر بني من درج خشبي له ثلاث خطوات من الإمام الذي يؤم الصلاة.
- كانت المنطقة اللمخصصة للوضوء في المسجد في الأصل بركة، هذا وقد استنزفت في وقت لاحق، ومنطقة الغسيل والوضوء الحديثة تقع في خارج المسجد عند نهاية الجزء الجنوب الغربي من المسجد.

## الصور

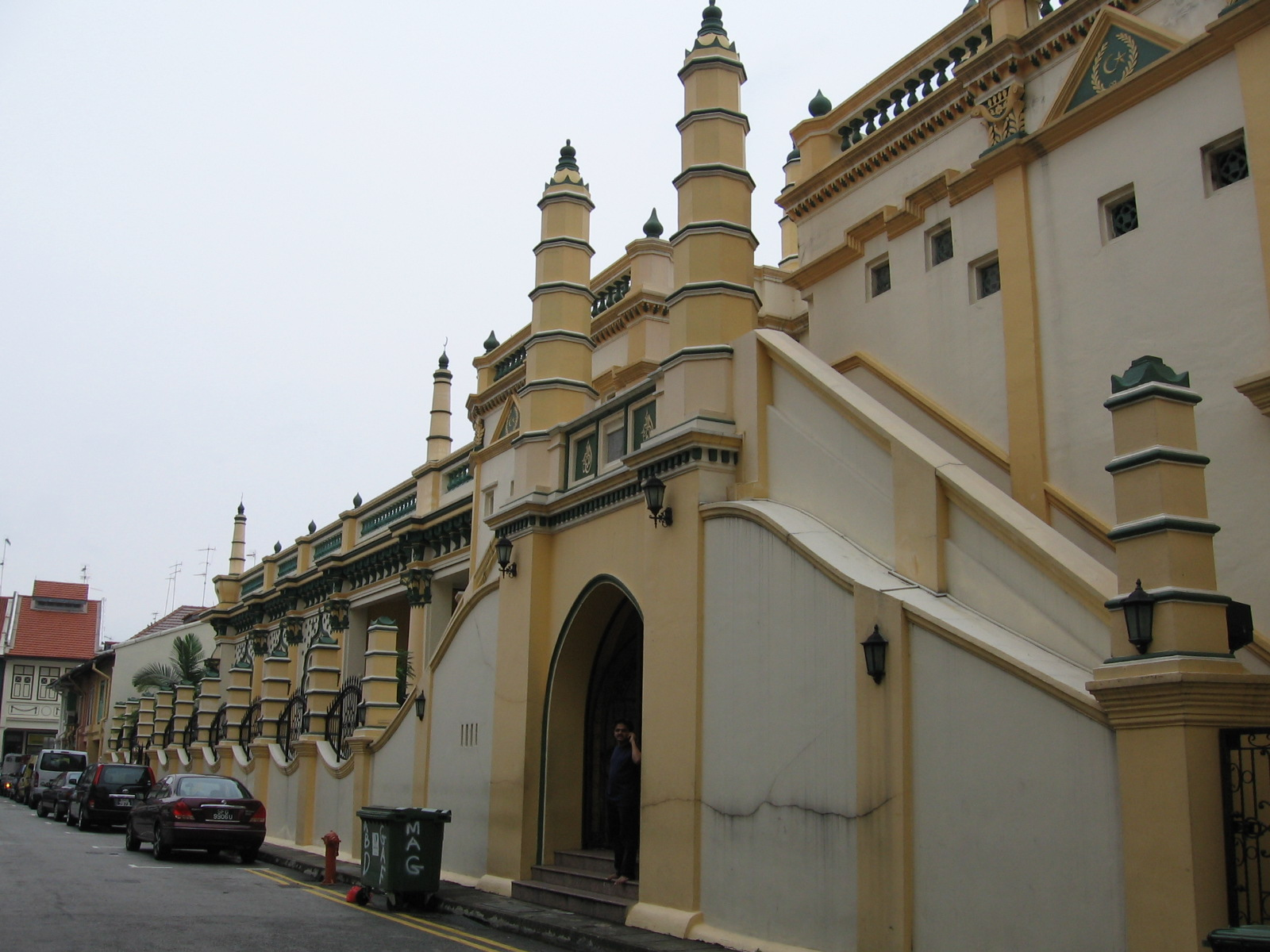
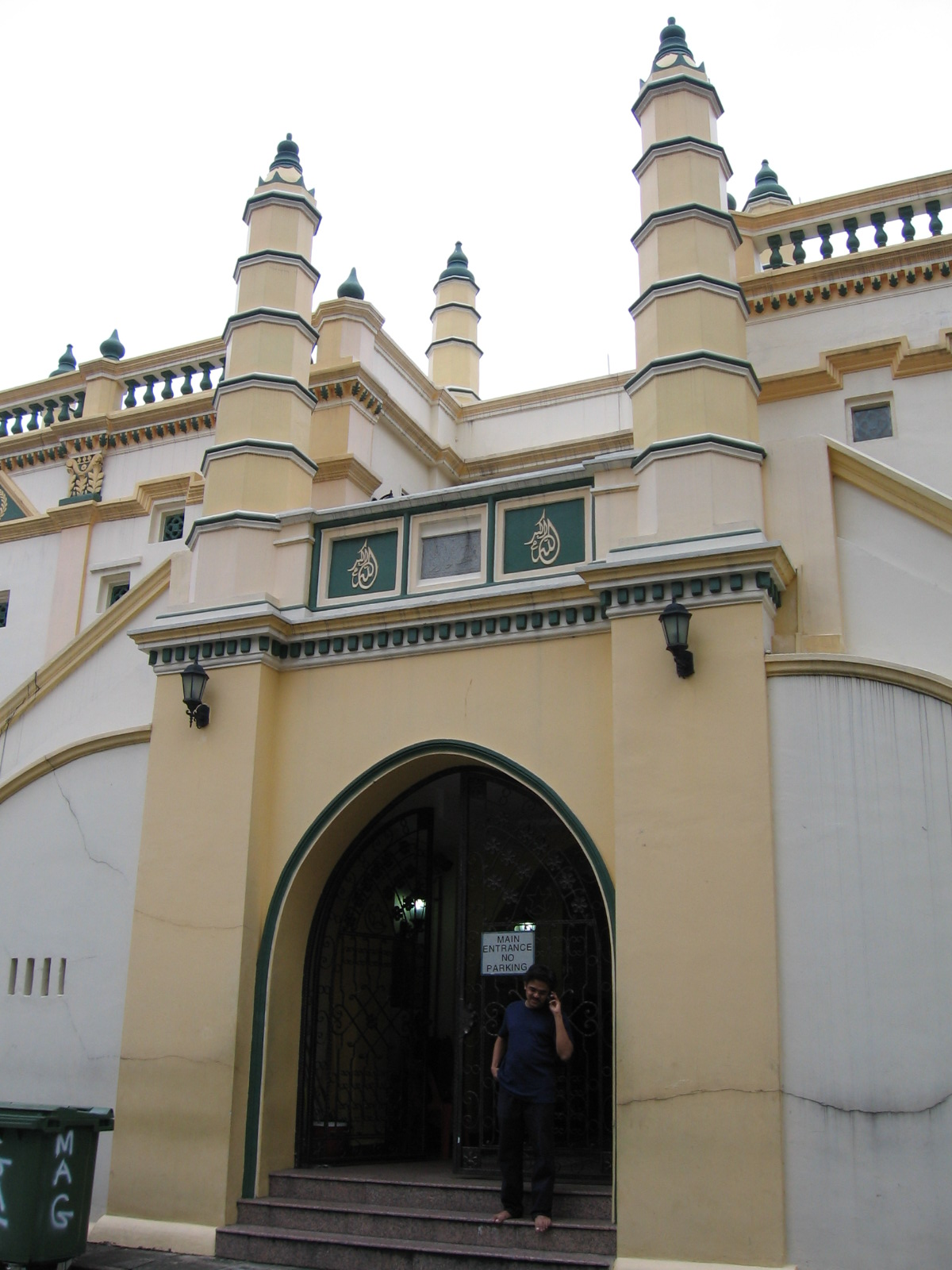
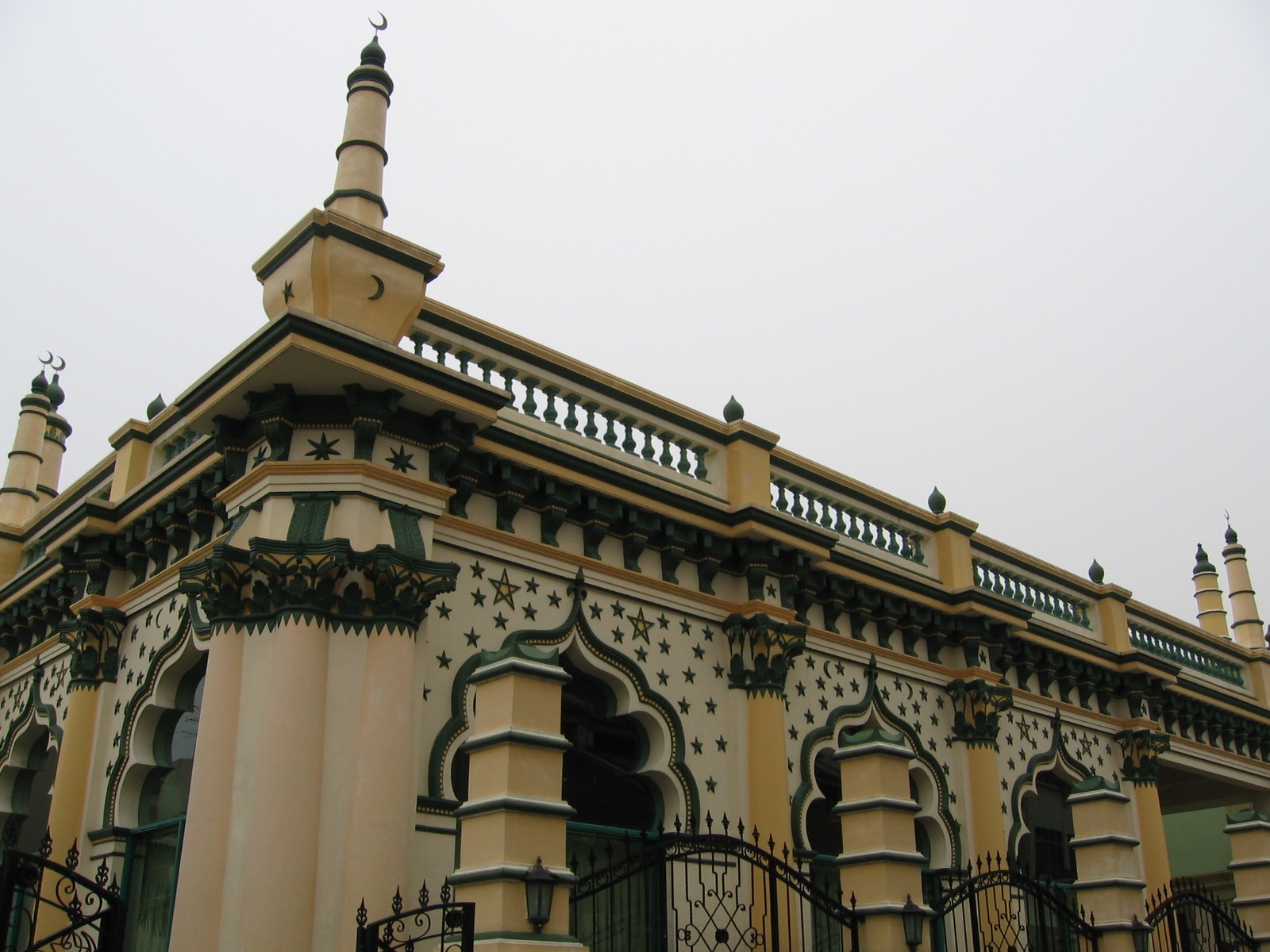
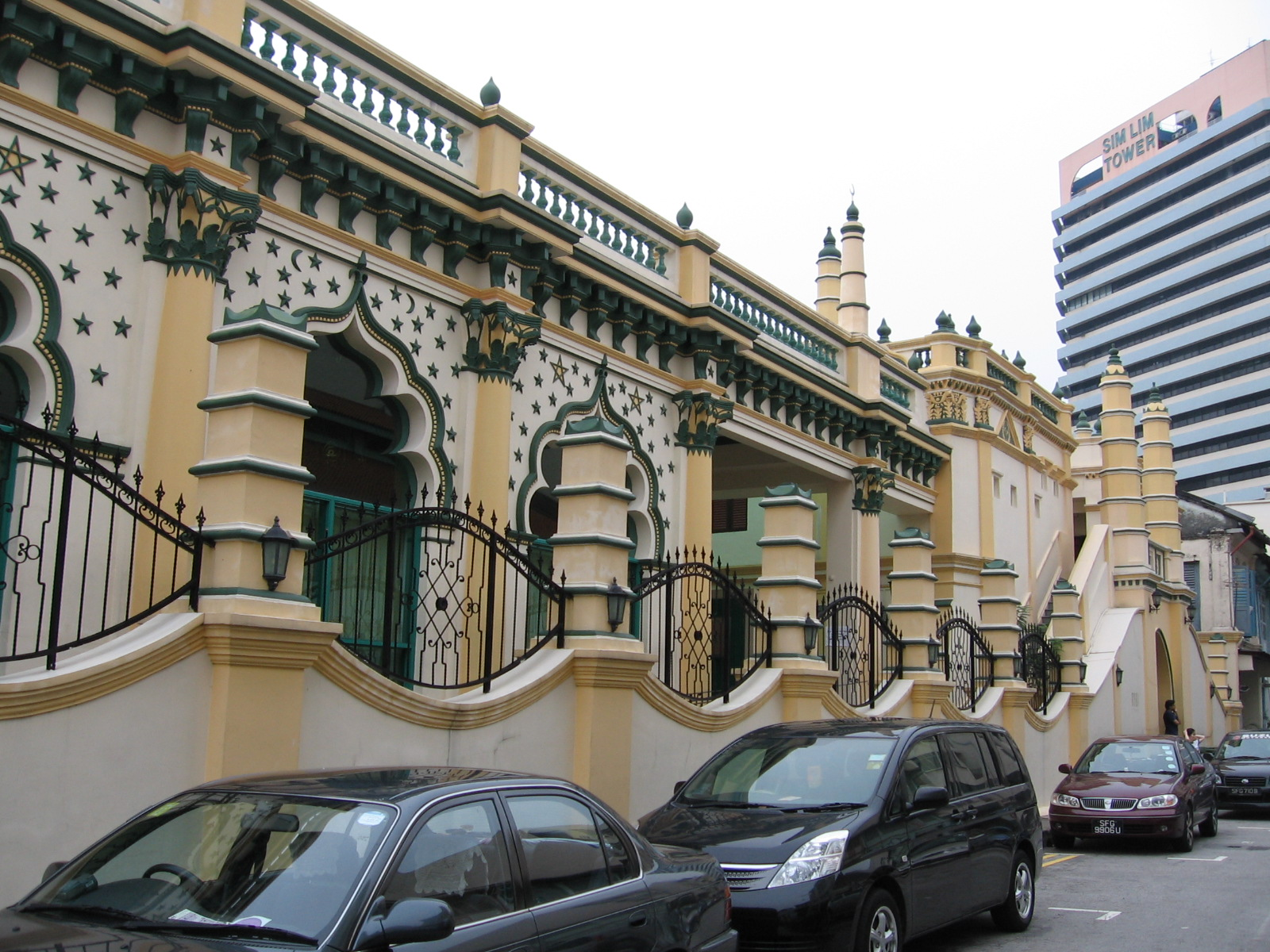
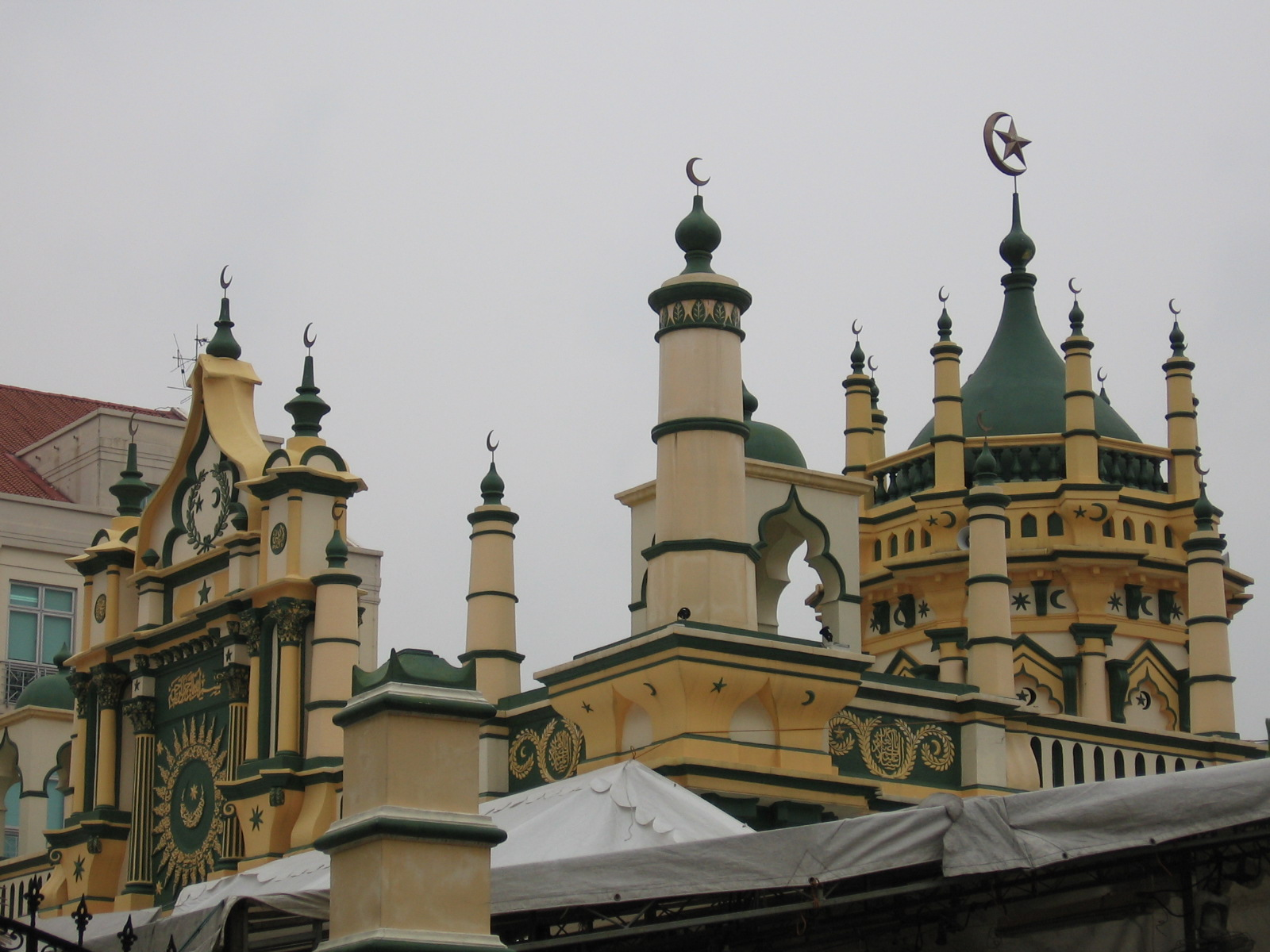